# 阿特斯 (南达科他州)
阿特斯（英語：Artas），是美国南达科他州下属的一座城市。根据2010年美国人口普查，该市有人口9人。论人口在本州排行第304。